# 255940 Maylis
255940 Maylis este o planetă minoră (asteroid) din centura de asteroizi. A fost descoperită pe 14 octombrie 2006 la  de . 
Obiectul prezintă o orbită caracterizată de o semiaxă mare de 2,4369631255424 UAi, o excentricitate de 0,18620693880519, o înclinație de 2,0532262195193 ° în raport cu ecliptica.